# Willi Kellers

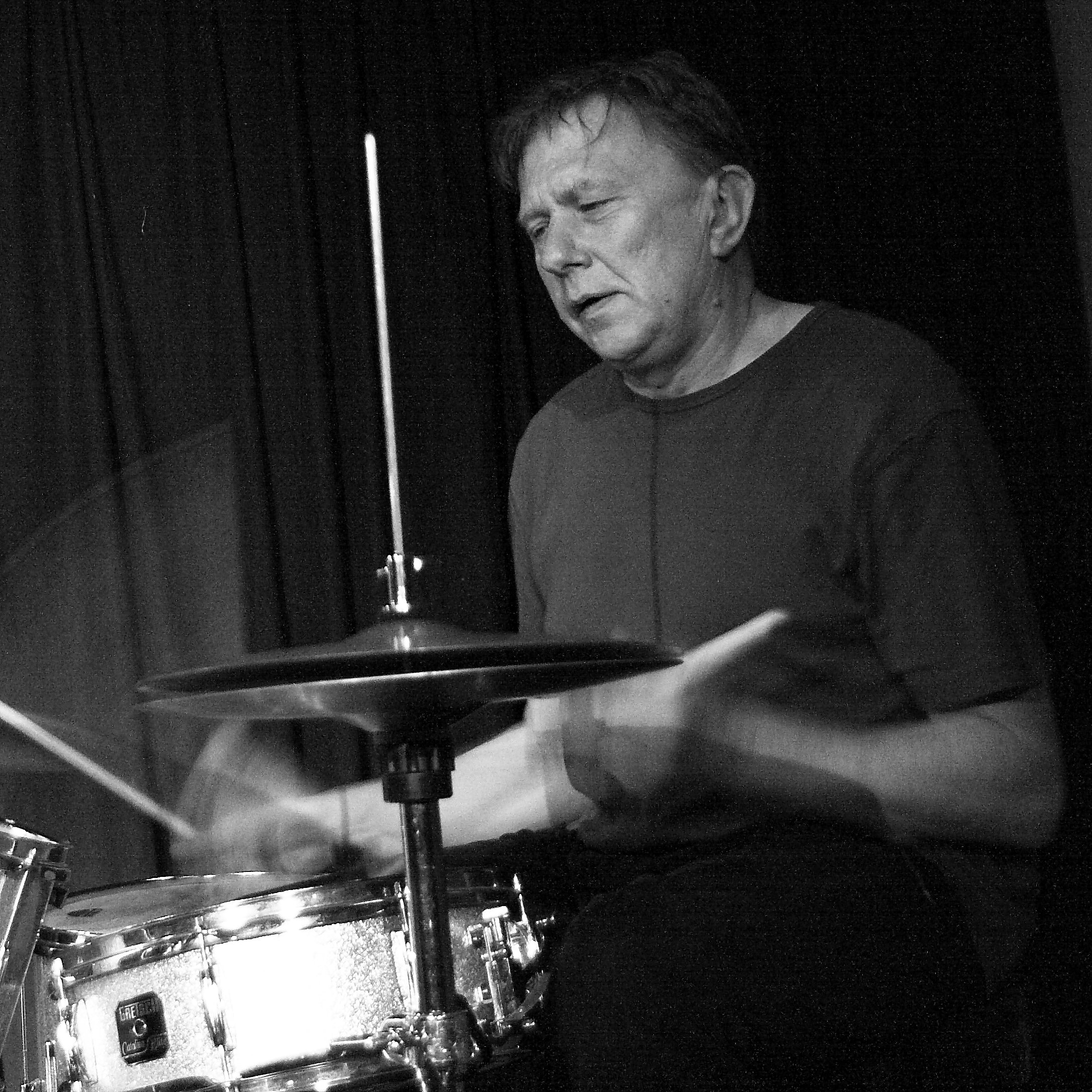
Willi Kellers met Boombox in Club W71, 2013

Wilhelm Heinrich Kellers (Münster, 21 december 1950) is een Duitse drummer in de modern creative-jazz en de nieuwe geïmproviseerde muziek.

## Biografie
Kellers studeerde muziek in Münster en Detmold. Aansluitend was hij als theatercomponist actief in Bochum, Keulen, Hamburg, Bazel en Wenen. Vanaf 1980 had hij een duo met Peter Brötzmann. Hij werkte samen met Achim Knispel en speelde met groepen van Frank Wright, Harry Miller, Willem Breuker en Brötzmann. Vanaf het midden van de jaren 80 werkte hij met Fred Frith, Tony Oxley en Phil Minton. In 1989 speelde hij in een kwartet met Manfred Schoof, Jay Oliver en Brötzmann. Vanaf 1990 had hij trio's met onder andere Keith en Julie Tippetts en met Ernst-Ludwig Petrowsky en Barre Phillips. Hij speelt tegenwoordig met Petrowsky, Thomas Borgmann en Christoph Winckel (Ruf der Heimat), in het trio Boom Box met Borgmann en Akira Andō, alsook met Abdourahmane Diop.

## Discografie (selectie)
- 2020: Secrets, Jazzwerkstatt, jw 202, RUF DER HEIMAT met Thomas Borgmann / Christof Thewes / Jan Roder
- Some More Jazz, (2020), NoBusiness Records, NBLP 133, KEYS & SCREWS met Thomas Borgmann / Jan Roder
- One for Cisco, (2016), NoBusiness Records, NBLP 91, Thomas Borgmann Trio met Max Johnson / Thomas Borgmann
- boom box - jazz,(2011), boom box (met Thomas Borgmann / Akira Ando), jazzwerkstatt, jw 106
- Machine Kaput, Konnex Records 1996, KCD 5070, Ruf der Heimat met Peter Brötzmann / Thomas Borgmann / Christoph Winckel
- Ruf der Heimat, Konnex 1995, KCD 5067, Ruf der Heimat met Ernst-Ludwig Petrowsky / Thomas Borgmann / Christoph Winckel